# 미르체아 레드니크
미르체아 레드니크(루마니아어: Mircea Rednic, 1962년 4월 9일~)는 루마니아의 축구 선수 출신 축구 감독으로 현역 시절 포지션은 수비수였다. 현재 리가 I의 UTA 아라드 감독을 맡고 있다.
선수 시절 디비지아 A, 쉬페르리그, 벨기에 리그에서 활동했으며 561번의 공식전에 출전했다. 또한 루마니아 대표팀의 일원으로 활동하면서 UEFA 유로 1984 대회와 1990년 FIFA 월드컵에 참가했다.

## 구단 경력

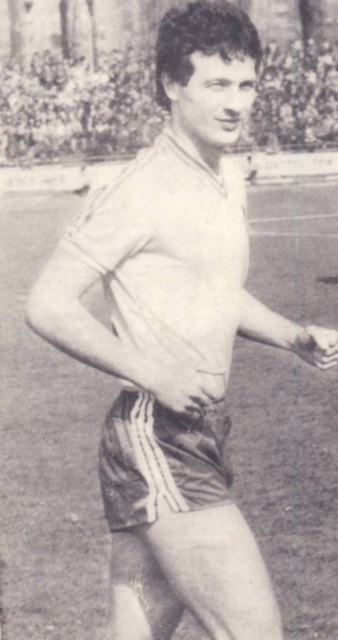
선수 시절의 레드니크

미르체아 레드니크는 "푸리울"이라는 별칭으로도 알려진 루마니아의 전 축구 선수로, 1962년 4월 9일에 후네도아라에서 태어났다. 14세까지 탁구, 핸드볼, 배구, 그리고 체스 등을 하다가 코르비눌 후네도아라의 유소년부에 입단해 축구를 시작했다. 미르체아 루체스쿠 감독은 1979-80 시즌 디비지아 B 경기에서 코르비눌 후네도아라 신고식을 치를 기회를 주었고, 1980년 8월 2일에는 4-1로 이긴 트르구 무레슈전에서 디비지아 A 경기에 처음으로 출전시켰다. 이후, 레드니크는 소속 구단의 1981-82 시즌 리그 3위에 일조했고, 이듬해에는 1982-83 시즌 UEFA컵 4경기에도 출전했다. 1983년 여름, 레드니크와 그의 동료 이오안 안도네는 코르비눌 후네도아라에서 디나모 부쿠레슈티로 이적했고, 이 과정에서 니쿠쇼르 블라드, 테오필 스트레디에, 그리고 플로레아 버테우시는 반대로 코르비눌 선수가 되었다. 레드니크는 "붉은 개 군단" 소속으로 7년을 보내며 1년차에 리그를 우승했고, 이 시즌에는 31번을 우승했고, 1989-90 시즌에는 19번의 경기에 출전해 1골을 기록했다.
같은 시기, 레드니크는 3차례 쿠파 로므니에이를 우승하고 36번의 경기에 출전해 유럽대항전에서 2골을 넣었는데, 1983-84 시즌 유러피언컵에서 8경기 출전해 1골을 기록해 소속 구단의 준결승행에 일조했고, 1989-90 시즌 유러피언 컵위너스컵 경기에도 8번 출전해 1골을 기록해 코르비눌 후네도아라 시절 그를 지도했던 미르체아 루체스쿠 감독과 준결승 무대를 밟았다. 레드니크는 게오르게 하지의 선제골을 헌납해 1-2로 패한 스테아우아 부쿠레슈티와의 1989년 3월 더비 경기에서 대형 스캔들에 연루되었는데, 이오안 안도네의 디나모 동점골에도 불구하고, 가비 발린트의 결승골을 막판에 헌납해 패한 경기로, 이온 크러치우네스쿠 주심이 도중에 디나모의 로디온 커머타루와 클라우디우 바이슈코비치를 퇴장시켰다. 심판 판정에 불만을 표출한 레드니크는 경기 직후 이오안 안도네와 함께 악명 높은 독재자이자 스테아우아 부쿠레슈티의 비공식 회장인 니콜라에 차우셰스쿠의 아들 발렌틴 차우셰스쿠가 지켜보던 공식 관중석을 향해 외설적인 동작을 보였다. 레드니크는 스테아우아 부쿠레슈티의 지인이었던 라슬로 뵐뢰니가 발렌틴 차우셰스쿠에게 유화적인 말로 간신히 넘어갈 수 있었고, 안도네는 루마니아 축구 연맹의 1년 출장 징계를 받았지만, 그의 스테아우아 부쿠레슈티의 지인이었던 마리우스 러커투시의 도움으로 발렌틴 차우셰스쿠에 유화적으로 안도네의 용서를 구해 징계 기간이 3개월로 줄었다.
1989년 루마니아 혁명 이후, 레드니크는 동료 루마니아 국가대표 클라우디우 바이슈코비치와 게오르게 니추와 함께 튀르키예의 부르사스포르로 이적했다. 1991년, 미르체아 루체스쿠는 그의 근미래에 감독일을 할 것을 감안해 스탕다르 리에주 행을 종용했지만, 루체스쿠는 이 곳에서 지휘봉을 잡지 못했고, 레드닉만 5년을 머물며 140번의 벨기에 1부 리그에 140번의 경기에 출전해 3골을 기록했고, 유럽대항전에 3경기 출전했으며, 벨기에 컵을 같은 국적의 보그단 스텔레아와 게오르게 부토이우와 함께 들어올렸다. 스탕다르 리에주에서 잠깐 활약한 그는 또다른 벨기에 1부 리그 구단인 신트-트라위던서로 이적해 1년 동안 10번의 경기에 출전했다. 1997년, 레드니크는 미르체아 루체스쿠 감독의 조언에 따라 라피드 부쿠레슈티와 계약하며 루마니아 무대에 복귀했고, 그는 남은 현역 3년을 루체스쿠 감독과 동행하였는데, 1998-99 시즌에 32번의 경기에 출전해 1골을 기록했고, 32년 만의 구단 첫 우승에 일조했고, 컵과 슈퍼컵도 석권했고, 유럽대항전 경기에 4번 출전했다. 미르체아 레드니크는 현역 시절에 총 391번의 디비지아 A 경기에 출전해 29골을 기록했고, 유럽대항전에서 47번의 경기에 출전해 2골을 기록했다.

## 국가대표팀 경력
미르체아 레드니크는 루마니아 국가대표팀 경기에 83번 출전해 2골을 기록했는데, 미르체아 루체스쿠 감독의 부름을 받아 0-0으로 비긴 스위스와의 1982년 월드컵 예선전에서 첫 국가대표 경기를 치렀다. 그는 유로 1984 예선전 경기에 8번 출전하며 본선행에 일조했고, 미르체아 루체스쿠 감독은 그를 대회 본선 3경기에 매 분 소화하도록 기용했지만, 루마니아는 조별 리그를 넘지 못하고 탈락했다.
그는 1986년 월드컵 예선전 8경기에 출전했고, 유로 1988 예선전에는 4번 출전했고, 본선행에 성공한 1990년 월드컵 예선전에는 3경기에 출전했고, 에메리크 제네이 감독은 대회 본선 4경기에 매 분 소화하도록 기용했고, 루마니아는 아일랜드와의 16강전에서 패퇴했다. 레드니크는 유로 1992 예선전에 1경기 출전했고, 그의 마지막 국가대표팀 경기는 0-1로 패한 노르웨이와의 1991년 5월 23일 예선전 경기였다. 레드니크는 오스트레일리아에서 열린 1981년 세계 청소년 선수권 대회에도 참가해 6경기에 출전해 루마니아의 대회 3위 입상에 일조했다.
그는 1990년 월드컵에서 자국을 대표로 출전해, 2008년 3월 25일에 트라이안 버세스쿠 루마니아의 대통령으로부터 "스포츠 명예 훈장" 3등급을 받았다.

### 국가대표팀 통계
| 국가대표팀 | 연도 | 출장 | 골 |
| ---------- | ---- | ---- | -- |
| 루마니아   | 1981 | 1    | 0  |
| 루마니아   | 1982 | 12   | 0  |
| 루마니아   | 1983 | 13   | 0  |
| 루마니아   | 1984 | 7    | 1  |
| 루마니아   | 1985 | 10   | 0  |
| 루마니아   | 1986 | 9    | 0  |
| 루마니아   | 1987 | 5    | 0  |
| 루마니아   | 1988 | 6    | 0  |
| 루마니아   | 1989 | 7    | 0  |
| 루마니아   | 1990 | 11   | 1  |
| 루마니아   | 1991 | 2    | 0  |
| 합계       | 합계 | 83   | 2  |

### 국가대표팀 득점 기록
아래의 점수에서 왼쪽의 점수가 루마니아의 점수이며, 점수 열은 레드니크의 득점 상황의 점수를 나타낸다.
| # | 날짜            | 경기장                      | 상대           | 점수 | 결과 | 대회     |
| - | --------------- | --------------------------- | -------------- | ---- | ---- | -------- |
| 1 | 1984년 7월 29일 | 루마니아 이아시 8·23 경기장 | 중화인민공화국 | 1–0  | 4–2  | 친선경기 |
| 2 | 1990년 5월 26일 | 벨기에 브뤼셀 에젤 경기장   | 벨기에         | 1–2  | 2–2  | 친선경기 |

## 감독 경력
미르체아 레드니크는 현역 시절에 처음으로 감독일을 시작했는데, 1998년 12월에 라피드 부쿠레슈티 시절, 미르체아 루체스쿠 감독이 인테르나치오날레 밀라노 감독으로 계약하면서, 그는 대행 감독으로 우니베르시타테아 클루지와의 디비지아 A 경기에서 3-0 승리를 지휘했다. 그는 2000년을 기점으로 정식 감독이 되었는데, 안겔 이오르더네스쿠의 후임으로 라피드 부쿠레슈티의 감독이 되었다. 이후, 그는 또다른 디비지아 A 구단인 바커우로 이적해 몇 달 동안 지휘하고, 2002년에 라피드 부쿠레슈티로 복귀했다.
그는 라피드 부쿠레슈티 2번째 임기에 지도자 생활 중 처음으로 우승을 거두었는데, 2002-03 시즌 디비지아 A, 1번의 컵, 2번의 슈퍼컵을 들어올렸다. 2003-04 시즌 도중, 라피드 부쿠레슈티는 선두를 달리며 리그 우승 경쟁을 벌이는 와중에 그를 경질했다. 이후 그는 사우디아라비아의 알-나스르와 계약하면서 해외 무대 첫 감독직을 맡았고, 그와 함께 아드리안 네아가가 동행했다. 이후 그는 우니베르시타테아 크라이오바의 사령탑에 취임해 루마니아로 복귀해 2004-05 시즌을 보냈는데, 라피드 부쿠레슈티전에서 3-1로 이긴 후 기자 회견에서 루마니아 가수 카싸 로코가 작곡한 노래 후렴구를 불렀다: "그 줄을 잡아 다행이야, 네가 져서 다행이야!" 이는 그를 경질한 라피드 부쿠레슈티 이사진을 비꼬는 곡이다. 그러나, 그는 바커우와의 리그 8번째 경기에서 1-1로 비긴 뒤 사임했다. 2005년, 그는 디비지아 B의 바슬루이 지휘봉을 잡아 1부 리그 승격을 이룩했지만, 시즌 후 계약 연장을 거절했고, 2005-06 시즌 리그 6경기 후 구단에 복귀해 강등을 막았다.
2006년, 레드니크는 디나모 부쿠레슈티의 5회 임기 중 가장 성공적인 1기를 보냈는데, 2006-07 시즌 리그를 우승했고, 이 과정에서 처음 13번의 경기를 모두 승리로 장식했고, 스테아우아와 라피드와의 더비 4경기를 모두 승리로 장식했는데, 특히 스테아우아 부쿠레슈티를 4-2로 꺾은 더비 경기는 "붉은 개 군단"이 원정에서 18년만에 이긴 첫 경기였고, 같은 해 UEFA 컵 조별 리그를 통과해 16강전에 올랐지만, 벤피카에 합계 1-3으로 패퇴했다. 그는 로마의 라치오에 합계 2-4로 패해 챔피언스리그 조별 리그 진출이 좌절되고, 2007-08 시즌에 성적 부진으로 디나모 부쿠레슈티 지휘봉을 내려놓았다. 2007년 10월, 그는 라피드 감독 3기를 시작해 2008년 3월에 사임되기 전까지 맡았다. 2008년 4월, 레드니크는 디나모 감독직 2기를 시작해 2008-09 시즌을 보냈는데, 시즌 대부분을 선두를 달렸지만, 막판 3경기를 패하면서, 디나모는 리그를 3위로 마쳤고, 그는 책임을 지고 구단을 떠났다.
2009년 8월, 레드니크는 다시 해외로 발길을 돌렸는데, 다음 행선지는 러시아 2부 리그의 알라니아 블라디캅카스였고, 시즌을 3위로 마감해 러시아 프리미어리그 승격에 실패했고, 그는 2010년 7월부터 2011년 12월까지 아제르바이잔의 하자르 렌케란을 맡아 루마니아 선수 9명을 영입해 루마니아인들이 즐비한 선수단을 만들었고, 아제르바이잔 컵을 우승하고, 2010-11 시즌 아제르바이잔 프리미어리그를 준우승으로 마쳤고, 2011-12 시즌 도중 인테르 바쿠와의 15번째 리그 경기에서 0-1로 패하고 해고장을 받았다. 2012년 3월, 레드니크는 아스트라 플로이에슈티와 계약하면서 루마니아 무대로 복귀했고, 아스트라와 계속 동행하지 않기로 결정하면서 시즌 말까지만 맡았고, 이후 그는 지역의 최대 경쟁 구단인 페트롤룰 플로이에슈티로 둥지를 옮겼다. 2012년 10월, 레드니크는 페트롤룰 플로이에슈티를 떠나 스탕다르 리에주를 지도하기로 결정했고, 같은 국적의 아드리안 크리스테아와 게오르게 추쿠데안을 동행해, 전직 구단이 12경기 동안 8위에 뒤처지는 성적을 내고 떠난 와중에 유러피언컵 진출을 노리고 취임했다. 그는 "바위 군단"(Les Rouches)의 첫 경기에서 앞서 12경기를 무패로 마친 유일한 구단인 헹크와의 원정 리그 경기에서 2-0으로 이겼고, 그는 1996년 선수 시절에 선물로 받고 5년 만에 떠났던 구단의 넥타이를 매고 이 경기를 지도했다. 레드니크는 시즌 말에 헨트와의 유로파리그 플레이오프전에서 합계 7-1의 대승]]을 거두고도 연장되지 않았다. 그는 구단의 감독 대신 "꼭두각시"를 원했던 롤랑 뒤샤틀레 회장과 불화로 인해 구단을 떠났다고 공개적으로 비난했다. 레드니크의 후임으로 프랑키 베르코테랑도 르네 지라르도 아니고 이스라엘 U-21 국가대표팀 감독이었던 구이 루존이 취임했다.
2013년 6월 10일, 레드니크는 클루지의 감독으로 취임해 루마니아로 복귀했지만, 2달 만에 리그의 처음 4경기에서 1승만 거두고 주장인 히카르두 카두와의 불화로 2달 만에 상호 계약 해지로 결별했다. 2013년 10월 1일, 레드니크는 빅토르 페르난데스의 후임으로 헨트의 감독이 되었지만, 2014년 4월에 몇 경기를 남기고 경질되었는데, 구단 공식 발표에 따르면, 감독과 선수들 간 관계가 좋지 않았던 것으로 밝혀졌다. 페트롤룰 플로이에슈티를 잠깐 맡고 디나모 3기를 보내며 컵대회 결승전에 진출해 클루지에 패한 후, 그는 벨기에에서 3번째 구단으로 엑셀 무스크롱을 지도했는데, 크리스티안 마네아와 도린 로타리우와 동행하며 2016-17 시즌에 꼴찌 탈출에 성공해 강등을 막았지만, 이듬해 26번의 경기에서 29점을 얻는 데 그쳐 구단의 기대에 못미친다 판단되어 해임되었다. 2018년부터 2021년까지, 레드니크는 사우디아라비아의 알-파이살리, 폴리테흐니카 이아시, 비토룰, 그리고 디나모에서의 4·5기를 거쳤지만, 모두 짧고 승률이 낮으며, 성과가 없었다. 미르체아 레드니크는 루마니아 1부 리그에서 375번의 경기를 지휘했고, 리가 I에서 165승, 104무, 106패를 기록했다.

## 수상 내역

### 선수
코르비눌 후네도아라
- 디비지아 B: 1979–80[2]

디나모 부쿠레슈티
- 디비지아 A: 1983–84, 1989–90[2]
- 쿠파 로므니에이: 1983–84, 1985–86, 1989–90[2]

스탕다르 리에주
- 벨기에 컵: 1992–93[2]

라피드 부쿠레슈티
- 디비지아 A: 1998–99[2]
- 쿠파 로므니에이: 1997–98[2]
- 수페르쿠파 로므니에이: 1999[2]

개인
- 루마니아 올해의 축구 선수
  - 4위: 1984
  - 5위: 1983

### 감독
라피드 부쿠레슈티
- 디비지아 A: 2002–03[21][69]
- 쿠파 로므니에이: 2001–02[21]
- 수페르쿠파 로므니에이: 2002, 2003[21]

바슬루이
- 디비지아 B: 2004–05[11]

디나모 부쿠레슈티
- 리가 I: 2006–07[21]
- 쿠파 로므니에이 준우승: 2015–16[21]
- 수페르쿠파 로므니에이 준우승: 2007[21]

하자르 렌케란
- 아제르바이잔 컵: 2010–11[21]